# Flavius Equitius
Flavius Equitius est un général et un homme politique romain de la fin du IVe siècle. Il est nommé consul pour l'année 374.

## Biographie
À la mort de l'empereur Jovien en 364, Equitius est tribun de la première schole des scutaires. Selon Ammien Marcellin, son nom est évoqué pour succéder à l'empereur défunt, mais il est rejeté par des officiers et de hauts dignitaires influents en raison de « ses formes acerbes et peu civiles ».
Equitius apparaît par la suite en 364 et 365 sous le grade de comes rei militaris per Illyricum, c'est-à-dire de commandant des forces romaines en Illyrie. Durant la révolte de l'usurpateur Procope, il reste fidèle à l'empereur Valens, qui a succédé entre temps à Jovien. Equitius fait arrêter et exécuter les émissaires envoyés par l'usurpateur pour tenter de s'emparer de l'Illyrie. En 366, il mène le siège de la ville de Philippolis en Thrace, qui s'est ralliée à Procope.
Equitius fait construire plusieurs forts sur la rive gauche du Danube (têtes de pont face à Brigetio et restauration du fort de Visegrád en amont d'Aquincum). Ces travaux suscitent l'indignation des Quades qui les considèrent comme un empiètement sur leur territoire. En réponse à leurs plaintes, Equitius fait arrêter les travaux. Il est accusé par le préfet du prétoire d'Orient Maximin de mollesse et de désobéissance en raison de l'état inachevé de certaines fortifications, et le fait remplacer par son fils, Marcellianus, avec mission de terminer le projet. 
Les protestations des Quades se poursuivant, Marcellianus fait assassiner leur roi Gabinius au cours d’un banquet destiné officiellement à poursuivre les négociations. Les Quades et leurs alliés sarmates déclarent la guerre aux Romainse et franchissent le Danube à l'automne. Leurs forces combinées repoussent Equitius en Valérie.
Equitius est nommé consul posterior avec l'empereur Gratien en 374. L'année suivante, en 375, il intervient pour permettre à une députation de Quades venue demander la paix d'être reçue par l'empereur Valentinien Ier. C'est au cours de cette audience que Valentinien est atteint d'une attaque dont il meurt peu après le 17 novembre 375 à Brigetio (aujourd'hui Komárom en Hongrie).
Il fait du partie de groupe d'officiers et de hauts fonctionnaires, comprenant notamment le général Mérobaudes, qui proclame empereur le jeune Valentinien II alors âgé de 4 ans à Acquincum (Budapest) le 22 novembre 375,.